# Die Frau (österreichische Zeitschrift)
Die Frau war der Titel einer österreichischen Frauenzeitschrift, die zwischen 1892 und 1987 erschien. Die als Monatszeitschrift gegründete Zeitschrift trug bis 1924 den Titel Arbeiterinnen-Zeitung und wurde danach in Die Frau umbenannt. Ab 1945 erschien Die Frau als Wochenzeitschrift und trug zwischen 1984 und 1987 den Titel Neue Frau.

## Geschichte

### Arbeiterinnen-Zeitung
Die Arbeiterinnen-Zeitung wurde gegründet, nachdem die weiblichen Delegierten auf dem Parteitag der Sozialdemokratischen Arbeiterpartei 1891 einen Antrag zur Gründung einer eigenen Frauenzeitung gestellt hatten. Der Antrag wurde in der Folge der Parteileitung zugewiesen und am 2. Oktober 1891 erschien ein Aufruf in der Arbeiter-Zeitung. Neben dem Redaktionskomitee, das aus den Unterzeichnerinnen des Aufrufs bestand, existierte ein Organisationskomitee, dem Parteiangehörige aus den meisten Wiener Gemeindebezirken angehörten. Das Redaktionskomitee hielt anfangs allmonatlich eine Sitzung in der Redaktion der Arbeiter-Zeitung ab, bis schließlich am 1. Jänner 1892 die erste Nummer der Arbeiterinnen-Zeitung erschien. Redigiert wurde die Ausgabe von Redakteuren der Arbeiter-Zeitung, lediglich der einleitende Artikel war von einer Frau, Adelheid Dworak (spätere Popp), geschrieben worden. Mit der Zeit trugen immer mehr Frauen der Arbeiterpartei zum Inhalt der Zeitung bei und schrieben vor allem über ihre beruflichen Erfahrungen. Auch aus dem Ausland stammten Beiträge, unter anderem von Luise Kautsky-Freiberger (der Sekretärin von Friedrich Engels), Eleanor Marx-Aveling, Laura Lafargue und Frieda Bebel, die Tochter von August Bebel. Da der Charakter der Zeitung den Frauen zu „männlich“ erschien, forderten die am Parteitag 1892 die Einsetzung einer selbständigen weiblichen Redaktion. Dem Antrag wurde stattgegeben und die Schriftenleitung wurde an Adelheid Dworak übertragen. Sie übte ihre Tätigkeit in der Amerlingstraße aus, wo sie auch ihren späteren Mann Julius Popp kennenlernte. Die Herausgabe der Zeitung übernahm ab Jänner 1893 Viktoria Kofler und die Zeitung erschien ab 1893 selbständig und nicht mehr als Beilage zur Arbeiter-Zeitung.
Frauen waren bis 1918 in Österreich nicht wahlberechtigt, engagierten sich aber dennoch stark in der Politik. Sozialdemokratische Frauenpolitik geriet zwangsläufig in scharfen Gegensatz zur damaligen Regierungspolitik; die Arbeiterinnen-Zeitung wurde mehrmals konfisziert. Die Auflagenhöhe der Zeitung blieb vorerst klein, da viele Frauen Angst davor hatten, sich als Sozialdemokratinnen zu deklarieren. Nach der Gründung der „Freien politischen Frauenorganisation“ 1908, eines Verbandes sozialdemokratischer Frauen- und Arbeiterinnen-Vereine, erhöhte sich die Auflage stetig. Hatte die Arbeiterinnen-Zeitung 1914 noch 30.000 Leserinnen, so steigerte sich diese Zahl bis 1919 auf 110.000 Leserinnen und bis 1924, in der Zeit des Roten Wiens, auf 140.000.
Die Arbeiterinnen-Zeitung erschien mit dem Zusatz Sozialdemokratisches Organ für Frauen und Mädchen und wurde im Format 2° anfangs zwei Mal pro Monat, ab 1921 monatlich publiziert. Als Eigentümer traten Adelheid Dworzak (nur in der Erstausgabe), M. Grubinger und Viktoria Kofler auf, ab dem 1. Dezember 1893 Maria Krasa und zwischen Mai 1894 und Jänner 1900 Emil Pelikan. Danach endete die Eigentümerangabe, bis ab dem 7. November 1922 die Sozialdemokratische Arbeiterpartei Deutschösterreichs als Eigentümer aufschien. Herausgeber der Zeitung waren zunächst Rudolf Pokorny und Viktor Adler, ab 6. Jänner 1893 Viktoria Kofler, ab 4. Mai 1894 Maria Krasa und ab 25. Jänner 1900 Anna Boschek. Nach dem Ersten Weltkrieg trat ab 18. November 1919 Adelheid Popp in Erscheinung. Redakteur war zunächst L. A. Bretschneider und ab 17. Februar 1893 Adelheid Dworak sowie ab 18. November 1919 Eugenie Brandl. Gedruckt wurde die Arbeiterinnen-Zeitung in der Genossenschafts-Buchdruckerei, ab 1910 im Vorwärts-Verlag.

### Die Frau und Neue Frau
Ab dem 1. März 1924 wurde die Arbeiterinnen-Zeitung in Die Frau umbenannt. Begründet wurde dieser Schritt mit dem Umstand, das in der Sozialdemokratie nicht nur Arbeiterinnen, sondern auch andere Berufsgruppen aktiv waren. Mit der Zeitschrift wurde die Beilage "Freie Stunden" in Umlauf gebracht, die Fragen der "Geistes-, Körper- und Wohnkultur" thematisierte. Die Auflage der Zeitschrift betrug 1930 226.500 Stück, wobei zwei Drittel der Auflage in Wien vertrieben wurden.
Die Zeitschrift erschien monatlich und wurde zunächst im Format 4°, ab 1929 im Format 8° publiziert. Im Impressum der Zeitschrift schien die Sozialdemokratische Arbeiterpartei als Eigentümer und Verleger auf, Herausgeberin war Adelheid Popp und verantwortliche Redakteurin Eugenie Brandl. Die Zeitung wurde weiterhin im Vorwärts-Verlag gedruckt. Der Zusatz der Zeitschrift lautete zunächst Sozialdemokratische Monatsschrift, ab 1929 wurde der Zusatz in Sozialdemokratische Monatsschrift für Politik, Wirtschaft, Frauenfragen, Literatur umbenannt.
Anfang der 1930er Jahre schrieb auch Käthe Leichter für Die Frau.
Nach dem Verbot der Sozialdemokratischen Partei 1934 erschien die Zeitschrift zwischen März 1934 und Oktober 1945 nicht mehr.
Nach der Wiedergründung der Zeitschrift unter den federführenden Parteimitgliedern Ferdinanda Flossmann und Helene Potetz wurde „Die Frau“ 1946 mit der Zeitschrift Die Unzufriedene vereinigt und erschien in diesem Jahr mit dem Titel „Die Frau vereinigt mit Die Unzufriedene“. In der Folge wurde bis 1951 eine Rubrik unter dem Titel „Die Unzufriedene“ geführt. Als Eigentümer der Zeitschrift fungierte die sozialdemokratische Frauenorganisation, Herausgeber war der parteieigene, Sozialistische Verlag. Vertrieben wurde die Zeitschrift über Postabonnements, den Trafikverkauf und vor allem aber durch Parteikolportage, wobei die Frauenorganisation der einzelnen Bundesländer für die Kolportage einen Anteil am Verkaufspreiserhielten.
Die Zeitschrift erschien als Wochenzeitschrift und wurde mit dem 6. März 1984 in Neue Frau umbenannt, wobei gleichzeitig der Druck auf den Vierfarb-Offset-Druck umgestellt wurde. Mit der Adaptierung der Zeitschrift zu einem Frauenmagazin konnte zwar der Abwärtstrend in der Auflage gestoppt werden, die Auflagenerhöhung war jedoch geringer als erwartet, da die Werbekampagne bereits im Frühjahr 1984 vorzeitig abgebrochen wurde. Auf Grund der Verluste wurde die Zeitschrift 1986 um den symbolischen Wert eines Schillings an den Vorwärts-Verlag verkauft. Der Verlag stellte die Zeitschrift jedoch 1987 ein, wobei die Zeitschrift zuletzt noch 100.000 Leserinnen erreicht hatte. Die letzte Ausgabe der Zeitschrift erschien am 28. April 1987.